# 德班舌鰨
德班舌鰨為輻鰭魚綱鰈形目鰨亞目舌鰨科的其中一種，為熱帶魚類，分布於西印度洋肯亞至南非德班的半淡鹹水海域，本魚身體與鰭上側面淡褐色且有深色的斑點與斑塊；在有眼睛的一邊上具有2條側線，背鰭軟條98-105枚，臀鰭軟條78-84枚，體長可達20公分，棲息在底層水域，以底棲性無脊椎動物為食，生活習性不明。

## 扩展阅读
維基物種上的相關：德班舌鰨